# Bogusławiszki
Bogusławiszki (lit. Bagaslaviškis) – miasteczko na Litwie, w okręgu wileńskim, w rejonie szyrwinckim, położone ok. 13 km na północny zachód od Szyrwint i 5 km na wschód od Giełwan, w gminie Giełwany. Według danych z 2011 oku miasteczko było zamieszkiwane przez 110 osób.
Miejscowość położona przy drodze Wiłkomierz-Wilno. Znajduje się tu kościół, szkoła i poczta.
Pierwsze wzmianki o wsi pochodzą z 1690 roku.